# Fuente de Saint-Aubert
La fuente de Saint-Aubert es una fuente del siglo VIII, situada en el norte de la comuna francesa de Monte Saint-Michel, en la región de Baja Normandía, declarada Monumento histórico de Francia en el año 1908. Forma parte del conjunto "Monte Saint-Michel y su bahía", Patrimonio de la Humanidad por la Unesco desde el año 1979
Fue construida en honor a san Auberto en el lugar donde, según la leyenda, surgió milagrosamente una fuente de agua dulce de la roca que conforma el islote y abasteció a la abadía de Mont-Saint-Michel hasta el siglo XV.
Fue fortificada en el siglo XIII con una pequeña torre cónica con arcos apuntados, frontón y comunicada con la abadía por una camino de peldaños protegidos por muros altos. El edículo data de 1757.